# فضل شرورو
فضل شرورو (1940 - 2009) سياسي وإعلامي فلسطيني.

## حياته
ولد في الرملة فلسطين 1940، وحصل على بكالوريوس تجارة واقتصاد من جامعة دمشق، ودراسات عليا جامعة القديس يوسف - بيروت. كان عضو المكتب السياسي للجبهة الشعبية لتحرير فلسطين - القيادة العامة، وعضو اتحاد الكتاب العرب، وعضو اتحاد الصحافيين العرب، وعضو جمعية البحوث والدراسات. وكان رئيس لجنة الدفاع عن الثقافة الوطنية الفلسطينية، والمشرف العام على مجلة إلى الأمام، وهذه المجلة هي لسان «الجبهة الشعبية لتحرير فلسطين - القيادة العامة». والمشرف العام على مجلة الفور وورد الإنجليزية. والمشرف العام على إذاعة القدس والتي تبث من دمشق.

## مؤلفاته
1- قراءة في صحف الصباح- مجموعة قصصية.
2- الأحزاب والحركات والقوى السياسية في لبنان.- 1930-1980 دار المسيرة.
3- قراءة في أحداث شهر- مقالات.
4- حقائق في زحمة الصراخ - دار إلى الأمام.
5- دعوة لتنشيط الذاكرة- دار إلى الأمام.
6 - مسرحية بعنوان الحيل والخيل.
7- مسرحية بعنوان أبجد.

## وفاته
توفي في 13 يناير عام 2009 في مشفى أمية بدمشق، ودُفن في مقبرة الدحداح.

## المصدر
- تراجم أعضاء اتحاد الكتاب العرب في سورية والوطن العربي - الطبعة الرابعة 2000